# Ciocârlie de câmp
Ciocârlia de câmp (Alauda arvensis) este o pasăre cântătoare mică din familia alaudide (Alaudidae), cu penele pestrițe, care are un ciripit caracteristic, în triluri. Are un areal extins în palearctic, din Africa de Nord prin toată Eurasia până în Kamceatka și Sahalin. Populațiile din regiunile nordice și estice ale arealului iernează în sudul Europei. Populațiile sudice nu sunt migratoare, dar în iernile cu temperaturi extrem de scăzute pot să se retragă spontan către regiuni mai sudice. Este comună în zonele deschise cu sol nivelat și umed, acoperit cu vegetație erbacee (inclusiv cerealele), terenuri cultivate, dar și pe pârloage, pășuni, lunci, la periferia terenurilor mlăștinoase, în stepe și dune. Evită însă pădurile. Specia este larg răspândită în România și Republica Moldova, preferând terenurile deschise, ajungând uneori și la 2.000 m altitudine (Bucegi etc.). Majoritatea ciocârliilor din România și Republica Moldova migrează în septembrie spre locurile de iernare din zone mediteraneene, foarte puține exemplare rămânând peste iarnă. În România numărul perechilor cuibăritoare este estimat la 2.000.000- 3.000.000. Populația cuibăritoare din Republica Moldova este estimată la 60.000-80.000 de perechi. Este o pasăre mică (mai mare decât vrabia), are o lungime de 16–19 cm și o greutate de 22-50 g. Longevitatea maximă înregistrată este de 10 ani. Femela este asemănătoare cu masculul și sexele nu se pot distinge după penaj. În penajul nupțial masculii au un moț scurt. Penajul pe partea superioară a corpului este brun, cu pete longitudinale late, întunecate, pe cea inferioară - alb, cu nuanță ruginie și striații închise pe piept. Coada lungă, brun-neagră tivită cu brun, rectricele externe parțial albe. Ciocârlie de câmp este o specie monogamă, o pereche având un teritoriu de 2-8 ha. Se reproduce de la sfârșitul lunii aprilie și începutul lui mai până în august-septembrie. Într-un sezon de reproducere sunt scoase 2-3 serii de pui (foarte rar 4). Cuibul este construit de femelă pe sol între ierburi mai mult sau mai mai puțin dezvoltate sau lângă o piatră mai mare. Întotdeauna se află într-o scobitură din sol. În culturile de cereale păioase, la începutul cuibăritului, cuibul este adesea ușor vizibil, însă, pe măsură ce cresc, plantele îl acoperă. Acesta are aspectul unui coșuleț subțire, împletit simplu din iarbă uscată, marginea sa superioară se află la același nivel cu suprafața solului. Fundul cuibului este minuțios căptușit cu fire subțiri de plante și uneori chiar păr de animale. Femela depune 3-5 ouă pământii, cu pete brune. Clocitul este asigurat numai de femelă timp de 10-13 zile, prima pontă fiind depusă în prima decadă a lunii aprilie. Puii din cuib sunt hrăniți de către ambele sexe și părăsesc cuibul după 8-10 zile, nefiind încă pe deplin zburători, ei alergă pe sol și se ascund în așteptarea hranei adusă încă de părinți până la vârsta de 19-20 zile, apoi zboară începând după câteva zile să ducă o viață independentă. Femela poate muta puii luându-i în cioc la câțiva metri de cuib, în cazul depistării cuibului de către răpitori sau de om. În timpul cuibăritului masculii cântă intens protejându-și propriul teritoriu de rivali. Începe să cânte încă de la primele ore ale dimineții, iar apoi poate fi auzit toată ziua. În general, începe să cânte de pe sol sau de pe un suport mai înalt, după care se ridică zburând tot mai sus, până nu se mai vede; cântă timp de 10-15 minute fără întrerupere, după care se lasă pe sol. Spre toamnă devine tăcut. În perioada de vară consumă diverse insecte, inclusiv dăunători ai câmpurilor cultivate, iar toamna se hrănesc cu semințele plantelor spontane și cultivate, la care iarna se adaugă și resturi vegetale sau frunze. Puii sunt hrăniți cu insecte, în special cu larvele acestora. Ciocârlie de câmp este o pasăre folositoare, consumând insecte dăunătoare agriculturii. Sunt recunoscute 13 subspecii. În România și Republica Moldova cuibărește subspecia Alauda arvensis cantarella, în pasajul de primăvară și de toamnă se întâlnește și subspecia Alauda arvensis arvensis.